# Hayden Hodgson
Hayden Hodgson, född 2 mars 1996, är en kanadensisk professionell ishockeyforward som är kontrakterad till Philadelphia Flyers i National Hockey League (NHL) och spelar för Lehigh Valley Phantoms i American Hockey League (AHL).
Han har tidigare spelat för HC 07 Detva i Extraliga; Cleveland Monsters i AHL; Florida Everblades, Manchester Monarchs, Wichita Thunder, Reading Royals, Wheeling Nailers och Utah Grizzlies i ECHL samt Erie Otters, Sarnia Sting och Saginaw Spirit i Ontario Hockey League (OHL).
Hodgson blev aldrig NHL-draftad.

## Statistik
| 2011–2012   | Sun County Panthers    | AH          | 42  | 29 | 25 | 54  | 82  | — | — | — | — | —  |
|             | Leamington Flyers      | GOJHL       | 1   | 0  | 0  | 0   | 0   | — | — | — | — | —  |
| 2012–2013   | Erie Otters            | OHL         | 60  | 8  | 4  | 12  | 60  | — | — | — | — | —  |
| 2013–2014   | Erie Otters            | OHL         | 34  | 4  | 5  | 9   | 45  | — | — | — | — | —  |
|             | Sarnia Sting           | OHL         | 18  | 5  | 4  | 9   | 19  | — | — | — | — | —  |
| 2014–2015   | Sarnia Sting           | OHL         | 59  | 23 | 15 | 38  | 62  | 5 | 2 | 0 | 2 | 9  |
| 2015–2016   | Sarnia Sting           | OHL         | 36  | 5  | 9  | 14  | 53  | — | — | — | — | —  |
|             | Saginaw Spirit         | OHL         | 20  | 4  | 5  | 9   | 21  | 4 | 0 | 3 | 3 | 4  |
| 2016–2017   | Saginaw Spirit         | OHL         | 67  | 38 | 28 | 66  | 71  | — | — | — | — | —  |
| 2017–2018   | Cleveland Monsters     | AHL         | 41  | 3  | 3  | 6   | 35  | — | — | — | — | —  |
|             | Florida Everblades     | ECHL        | 3   | 0  | 0  | 0   | 9   | — | — | — | — | —  |
|             | Manchester Monarchs    | ECHL        | 2   | 0  | 2  | 2   | 2   | — | — | — | — | —  |
| 2018–2019   | Wichita Thunder        | ECHL        | 13  | 2  | 2  | 4   | 22  | — | — | — | — | —  |
|             | HC 07 Detva            | Extraliga   | 21  | 7  | 7  | 14  | 43  | 6 | 0 | 0 | 0 | 2  |
| 2019–2020   | Reading Royals         | ECHL        | 36  | 12 | 8  | 20  | 49  | — | — | — | — | —  |
| 2020–2021   | Wheeling Nailers       | ECHL        | 18  | 2  | 4  | 6   | 41  | — | — | — | — | —  |
|             | Utah Grizzlies         | ECHL        | 26  | 6  | 6  | 12  | 86  | 3 | 0 | 1 | 1 | 12 |
| 2021–2022   | Philadelphia Flyers    | NHL         | 1   | 1  | 1  | 2   | 0   | — | — | — | — | —  |
|             | Lehigh Valley Phantoms | AHL         | 44  | 18 | 11 | 29  | 70  | — | — | — | — | —  |
| NHL totalt  | NHL totalt             | NHL totalt  | 1   | 1  | 1  | 2   | 0   | — | — | — | — | —  |
| AHL totalt  | AHL totalt             | AHL totalt  | 85  | 21 | 14 | 35  | 105 | — | — | — | — | —  |
| ECHL totalt | ECHL totalt            | ECHL totalt | 98  | 22 | 22 | 44  | 209 | 3 | 0 | 1 | 1 | 12 |
| OHL totalt  | OHL totalt             | OHL totalt  | 294 | 87 | 70 | 157 | 331 | 9 | 2 | 3 | 5 | 13 |